# Pseudanthias sheni
Pseudanthias sheni là một loài cá biển thuộc chi Pseudanthias trong họ Cá mú. Loài này được mô tả lần đầu tiên vào năm 1989.

## Phân bố và môi trường sống
P. sheni có phạm vi phân bố ở Đông Nam Ấn Độ Dương. Đây là một loài đặc hữu của vùng biển phía tây bắc nước Úc, và chỉ được tìm thấy xung quanh bãi cạn Rowley và rạn san hô Scott ở độ sâu khoảng từ 25 đến 46 m. Mặc dù vậy, chúng có thể cũng xuất hiện ở thềm lục địa Tây Úc hoặc ở cả miền nam Indonesia).

## Mô tả
P. sheni có chiều dài cơ thể lớn nhất được ghi nhận là 10,5 cm. Loài này (cả cá đực và cá mái) rất giống với Pseudanthias pleurotaenia cả về màu sắc lẫn sọc đốm trên cơ thể, gần như không thể phân biệt bằng mắt thường. Vây đuôi xẻ thùy, có viền màu xanh ánh kim. Cá đực của P. sheni có màu sắc nhạt hơn so với cá đực của P. pleurotaenia. Vây đuôi của P. sheni có nhiều sắc trắng hơn so với người anh em của nó. Cá mái của 2 loài không có sự khác biệt nhiều.